# Хиггинботам, Дэнни
Дэ́ниел Джон Хиггинбо́там (англ. Daniel John Higginbotham; родился 29 декабря 1978 года, Манчестер, Англия), более известный как Дэ́нни Хиггинбо́там — английский и гибралтарский футболист, игравший на позиции защитника.
19 ноября 2013 года в возрасте 34 лет дебютировал в составе национальной сборной Гибралтара в её первом матче после принятия в состав УЕФА.

## Клубная карьера

### «Манчестер Юнайтед»
Хиггинботам начал карьеру в английском клубе «Манчестер Юнайтед», но не смог пробиться в основной состав команды. В 1998 году он отправился в аренду в бельгийский клуб «Антверпен». Выступая за бельгийский клуб, Дэнни получил дисквалификацию сроком на один год за нападение на футбольного арбитра. По решению бельгийского суда срок его дисквалификации был сокращён до четырёх месяцев.

### «Дерби Каунти»
Проведя за основной состав «Юнайтед» лишь четыре матча, Хиггинботам покинул команду в 2000 году, перейдя в «Дерби Каунти» за £2 млн — значительную сумму за молодого игрока на то время. Дэнни дебютировал за «Дерби Каунти» в матче против «Саутгемптона», который завершился вничью со счётом 2:2. В сезоне 2000/01 «Дерби» избежал вылета из Премьер-лиги. Следующий сезон стал для «баранов» менее удачным: они вылетели из Премьер-лиги, хотя сам Хиггинботам выиграл в конце сезона приз «Игрок года» по версии болельщиков клуба.
К середине сезона «Дерби» окончательно потерял шансы побороться за возвращение в Премьер-лигу, и в январе 2003 года Дэнни перешёл в «Саутгемптон» на правах аренды, а уже в феврале подписал с клубом постоянный контракт. Всего в составе «Дерби» он провёл 86 матчей в Премьер-лиге и Первом дивизионе и забил 3 мяча.

### «Саутгемптон»
В январе 2003 года Хиггинботам перешёл в выступающий в Премьер-лиге «Саутгемптон» на правах аренды до конца сезона 2002/03. Однако уже в феврале руководство «святых» выплатило «Дерби Каунти» компенсацию в размере £1,5 млн и футболист заключил с клубом постоянный контракт. Он принимал участие в матчах Кубка Англии сезона 2002/03, в котором «Саутгемптон» добрался до финала, однако в финальном матче против «Арсенала» остался на скамейке запасных. Проведя в «Саутгемптоне» два с половиной сезона, Хиггинботам отказался продлять контракт с клубом и был выставлен на трансфер.

### «Сток Сити»
3 августа 2006 года Дэнни Хиггинботам перешёл в «Сток Сити» за £225 000, где быстро завоевал себе регулярное место в стартовом составе. В ряде случаев он выступал на позиции левого крайнего защитника, хотя чаще всего играл на своей любимой позиции, в центре обороны. В феврале 2007 года он получил капитанскую повязку, так как прежний капитан клуба, Майкл Даббери, перешёл в «Рединг».

### «Сандерленд»
28 августа 2007 года «Сток Сити» принял предложение «Сандерленда» о трансфере игрока. На следующий день Хиггинботам перешёл в «Сандерленд» за £2,5 млн и подписал с клубом контракт сроком на четыре года.
10 ноября 2007 года Хиггинботам забил гол в ворота «Ньюкасла», принципиальных соперников «чёрных котов». Встреча завершилась вничью 1:1. По завершении сезона Хиггинботам покинул «Сандерленд», перейдя в вернувшийся в Премьер-лигу «Сток Сити».

### Возвращение в «Сток Сити»
Хиггинботам вернулся в «Сток», вышедший в Премьер-лигу, 1 сентября 2008 года. «Сток Сити» заплатил «Сандерленду» за игрока £2,5 млн — ровно столько же, сколько получил за него год назад. 19 октября 2008 года Хиггинботам забил свой первый после возвращения гол за «Сток» в ворота «Тоттенхэма». Левый защитник «Тоттенхэма» Гарет Бэйл сфолил в штрафной против игрока «гончаров». Бэйл получил за фол красную карточку, а Хиггинботам реализовал назначенный судьей пенальти. «Сток» выиграл матч со счётом 2:1.
Хиггинботам пробился в основной состав «Стока», заняв место на левом фланге обороны и, проведя 28 игр в Премьер-лиге помог клубу успешно закрепиться в лиге. Концовка сезона, однако была пропущена из-за травмы спины, полученной в матче против «Блэкберна». Позже Дэнни перенес операцию. После покупки Дэнни Коллинса и восстановления от травмы Хиггинботам потерял своё место на поле, однако к середине сезона смог вернуться в состав на позицию центрального защитника.
24 октября 2010 года матч против «Манчестер Юнайтед» стал 200-м для Хиггинботама в Премьер-лиге, контракт Дэнни был продлен ещё на год, до 2013 года, несмотря на то, что он потерял место в стартовом составе «Сток Сити». Главный тренер Тони Пьюлис отметил роль Хиггинботама в успехах клуба. Дэнни в ответ завяли что хотел бы завершить карьеру в составе «Стока».
В четвертьфинальном матче Кубка Англии Дэнни забил победный гол в ворота «Вест Хэм Юнайтед». Через неделю Хиггинботам провел похожий гол в ворота «Ньюкасл Юнайтед», однако в следующем туре он получил травму крестообразных связок колена и выбыл на полгода. Таким образом, Дэнни снова пропустил финальный матч Кубка Англии, а его клуб уступил «Манчестер Сити» 0:1.
Восстановившись после травмы в октябре 2011 года, Хиггинботам не смог вернуться в состав «Сток Сити». В конце концов, он перешёл на правах полугодичной аренды в клуб Чемпионшипа «Ноттингем Форест», однако провел за «красных» всего 6 игр, снова получив травму. Сезон 12/13 Хиггинботам начал в аренде в «Ипсвич Таун», продленной позже до января. Сделка могла быть продлена до окончания сезона, но Дэнни отказался, решив перебраться ближе к дому. 1 января 2013 года 6-месячный контракт с «Шеффилд Юнайтед». 6 лет, проведенных в «Сток Сити», Дэнни Хиггинботам назвал лучшими в своей карьере.

### «Шеффилд Юнайтед»
Значительную роль в переходе из «Сток Сити» в «Шеффилд» сыграл бывший одноклубник Дэнни Дэйв Китсон. Хиггинботам заявил: «Переход из Премьер-лиги в Лигу 1 не является проблемой для меня, потому что я хочу играть, а не просто получать зарплату» . 1 января Дэнни Хиггинботам дебютировал в составе «Шеффилд Юнайтед» в матче против «Донкастер Роверс».

### «Честер»
29 августа 2013 года Хиггинботам перешёл в состав пробившегося в Национальную Конференцию «Честера», заключив 1-летний контракт.

## Сборная Гибралтара
Хиггинботам выступал за сборную Гибралтара, имея корни по материнской линии. Аллен Була, назначенный главным тренером сборной Гибралтара в ноябре 2010, приходится Дэнни дядей. Дэнни принял приглашение на первый матч сборной Гибралтара в качестве члена УЕФА. Товарищеская игра против сборной Словакии прошла в Алгарве и завершилась вничью 0:0, а Хиггинботам был признан лучшим игроком встречи.

## Достижения

### Клубные
Манчестер Юнайтед
- Обладатель Межконтинентального кубка: 1999

 Саутгемптон
- Финалист Кубка Англии: 2003

 Сток Сити
- Финалист Кубка Англии: 2011

### Индивидуальные
Дерби Каунти
- Игрок года 2001/02

 Сток Сити
- Игрок года 2006/07